# Hispidoconidioma alpina
Hispidoconidioma alpina är en svampart som beskrevs av Tsuneda & Davey 2010. Hispidoconidioma alpina ingår i släktet Hispidoconidioma, ordningen Capnodiales, klassen Dothideomycetes, divisionen sporsäcksvampar och riket svampar.   Inga underarter finns listade i Catalogue of Life.